# SS Merion
SS Merion był statkiem pasażerskim zbudowanym w 1902 dla linii American podległej International Mercantile Marine (IMM). Pływał także w barwach Red Star Line i Dominion Line – obie należały do IMM. Po wybuchu I wojny światowej został zakupiony przez brytyjską Admiralicję i po przerobieniu służył w Royal Navy jako „wabik” przypominający krążownik liniowy HMS „Tiger”. W maju 1915 roku, gdy udawał krążownik na Morzu Egejskim, został zatopiony przez niemiecki okręt podwodny SM „UB-8”.

## Opis
„Meriona” zbudowano w stoczni John Brown & Company w Clydebank dla American Line należącej do International Navigation Company. Miał numer stoczniowy 345, został zwodowany 26 listopada 1901. Jego długość między pionami wynosiła 161,7 m, szerokość 18 m, pojemność rejestrowa 11 621 BRT. Statek posiadał dwie śruby napędowe napędzane dwoma silnikami parowymi potrójnego rozprężania i mógł płynąć z maksymalną prędkością 14 węzłów. Miał jeden komin na śródokręciu i cztery maszty. Po zbudowaniu „Merion” dysponował 150 miejscami dla pasażerów drugiej klasy i 1700 miejscami dla pasażerów trzeciej klasy. Jego statkiem siostrzanym był SS „Haverford”.

## Służba
Po zakończeniu budowy statek wyczarterowała Dominion Line, spółka należącą do International Mercantile Marine, z którą International Navigation połączyło się w 1902 roku. 8 marca 1902 roku liniowiec wypłynął w barwach Dominion w dziewiczy rejs z Liverpoolu do Bostonu. Po odbyciu ośmiu podróży „Merion” wrócił do American Line w marcu 1903 roku. W następnym miesiącu rozpoczął żeglugę na trasie Liverpool – Filadelfia, na której pływał przez większość dalszej służby. W 1907 roku na krótko wyczarterowano go Red Star Line – na jedną podróż na trasie Antwerpia-Nowy Jork.
Liniowiec uległ w czasie służby pasażerskiej kilku wypadkom. Artykuł w „The Washington Post” z 2 marca 1903 roku zawiera informację, że podczas rejsu z Bostonu do Liverpoolu, „Merion” wszedł na płyciznę krótko po opuszczeniu irlandzkiego Queenstown (obecnie Cobh). Ponad rok później – 30 marca – statek zderzył się z parowcem „Clan Grant” w pobliżu Tuskar Rock i został uszkodzony. 24 grudnia 1912 roku kolejne zderzenie, tym razem ze zbiornikowcem w pobliżu wybrzeża Delaware. W wypadku „Merion” odniósł znaczące uszkodzenia, w tym zalanie dwóch przedziałów. Statek został wyrzucony na brzeg w pobliżu Cross Ledge, ale później wrócił na głęboką wodę i o własnych siłach dotarł do Filadelfii po wyładowaniu ładunku i pasażerów.
Po wybuchu I wojny światowej w Europie „Meriona” wyposażono w cztery działa kalibru 152 mm. „Merion” był powodem protestu niemieckiego konsulatu w Filadelfii, gdy zacumował w tym porcie wyposażony w działa, co według Niemców było sprzeczne z ustaleniami dotyczącymi wchodzenia uzbrojonych jednostek pływających do neutralnych portów. Neutralne wówczas Stany Zjednoczone wymogły usunięcie dział przed wyjściem statku z portu. Gdy jednostka opuszczała Filadelfię 5 września 1914 roku, działa były zmagazynowane pod pokładem. Ostatnią podróż na linii Liverpool-Filadelfia rozpoczął 31 października, po czym został sprzedany Admiralicji.
Statek objęto programem przebudowy liniowców pasażerskich w taki sposób, by przypominały najcięższe okręty Royal Navy. „Merion”, przebudowany na podobieństwo krążownika liniowego HMS „Tiger”, udał się na Morze Śródziemne. W ramach przebudowy liniowiec wyposażono w atrapy dział zbudowane z płótna i drewna, a załoga musiała je chować, gdy tylko w pobliżu pojawiała się jednostka z kraju neutralnego. Poza tym statek załadowano balastem, by obniżyć sylwetkę i zbliżyć ją bardziej do sylwetki prawdziwego „Tigera”.
29 maja 1915 roku niemiecki okręt podwodny SM „UB-8”, skuszony prawdopodobnie perspektywą zatopienia brytyjskiego krążownika liniowego, pozwolił na przepłynięcie pięciu załadowanym transportowcom, zanim przeprowadził atak torpedowy na „Meriona”. Jedna torpeda z „UB-8” trafiła statek, wyrzucając w powietrze materiał użyty jako balast. Ci z załogantów, którzy zostali zrzuceni przez eksplozję za burtę, dopłynęli do pobliskiej wyspy Strati na szczątkach fałszywych dział liniowca. Pomimo że był mocno przeładowany, „Merion” nie zatonął natychmiast i pozostawał ponad 24 godziny na powierzchni; zatonął dopiero 31 maja. Nie ma informacji o tym, by ktoś zginął podczas zatopienia statku.